# Удельный объём
Уде́льный объём — объём, занимаемый единицей массы вещества.
Скалярная физическая величина, обычно обозначаемая {\displaystyle v,} обратная плотности вещества {\displaystyle \rho }:
{\displaystyle v={\frac {1}{\rho }}={\frac {V}{m}},}
где {\displaystyle V} — объём;
{\displaystyle m} — масса.
В СИ имеет размерность м3/кг, в СГС — см3/г.

## Связь с молярным объёмом
Молярный объём {\displaystyle V_{\mathrm {m} }} по определению:
{\displaystyle V_{\mathrm {m} }={\frac {V}{n}}}
где {\displaystyle n} — число молей вещества в объёме {\displaystyle V,~~} {\displaystyle n=m/M.}
Отсюда следует:
{\displaystyle V_{\mathrm {m} }={\frac {V}{n}}={\frac {V}{(m/M)}}=v\cdot M={\frac {M}{\rho }},}
где {\displaystyle M} — молекулярная масса вещества.

## Удельный объем идеального газа
Удельный объем идеального газа связан с газовой постоянной {\displaystyle R,} абсолютной температурой {\displaystyle T,} давлением {\displaystyle P} и молекулярной массой {\displaystyle M} через уравнение состояния идеального газа:
{\displaystyle PV={nRT};~~} {\displaystyle n={\frac {m}{M}};}
{\displaystyle v={\frac {V}{m}}={\frac {RT}{PM}}.}

## Плотности и удельные объёмы
В таблице приведены плотности и удельные объёмы для некоторых веществ и объектов. Значения указаны для стандартных температуре и давлении: 0°С (273,15 К) и 1  атм (101,325 кПа или 760 мм рт. ст.).
| Название вещества                                             | Плотность, кг/м3 | Удельный объём | Удельный объём |                   | Название вещества                | Плотность, кг/м3 | Удельный объём | Удельный объём |
| Название вещества                                             | Плотность, кг/м3 | м3/кг          | л/кг           | м3/кг             | Название вещества                | Плотность, кг/м3 | л/кг           |                |
| ------------------------------------------------------------- | ---------------- | -------------- | -------------- | ----------------- | -------------------------------- | ---------------- | -------------- | -------------- |
| Воздух                                                        | 1.225            | 0,816          | 816            | Двуокись углерода | 1,977                            | 0,506            | 506            |                |
| Водяной лёд                                                   | 916,7            | 0,00109        | 1,09           | Хлор              | 2,994                            | 0,334            | 334            |                |
| Морская вода                                                  | 1030             | 0,00097        | 0,97           | Метан             | 0,717                            | 1,39             | 1390           |                |
| Ртуть                                                         | 13546            | 0,00007        | 0,07           | Азот              | 1,25                             | 0,799            | 799            |                |
| Фреон R-22*                                                   | 3,66             | 0,273          | 273            | Водяной пар*      | 0,804                            | 1,24             | 1240           |                |
| Аммиак                                                        | 0,769            | 1,30           | 1300           | Водород           | 0,0899                           | 11,12            | 11120          |                |
| Жидкая вода                                                   | 1000             | 0,001          | 1              | Человек           | 940—980 (вдох) 1010—1070 (выдох) | 0,00104 0,00096  | 1,04 0,96      |                |
| Солнце                                                        | 1410             | 0,0007         | 0,7            | Земля             | 5510                             | 0,00018          | 0,18           |                |
| * — значения указаны для нестандартных температуры и давления |                  |                |                |                   |                                  |                  |                |                |